# Communauté de communes Provence Verdon
La communauté de communes Provence Verdon, dont le siège est à Varages, est une communauté de communes française créée le 1er janvier 2014. Située dans le Var, elle regroupe 15 communes du nord-ouest du département.

## Histoire
La communauté de communes Provence Verdon est créée le 1er janvier 2014 par la fusion des communautés de communes Verdon Mont Major et Provence d'Argens en Verdon. La commune de Bras est exclue du périmètre de la nouvelle intercommunalité et rejoint la communauté d'agglomération de la Provence Verte.
Avec cette dernière, elle forme le Pays de la Provence Verte.

## Territoire communautaire

### Localisation
La communauté de communes se situe au nord-ouest du département du Var et réunit quinze communes.

## Composition
La communauté de communes est composée des 15 communes suivantes :

| Nom                       | Code Insee | Gentilé          | Superficie (km2) | Population (dernière pop. légale) | Densité (hab./km2) |
| ------------------------- | ---------- | ---------------- | ---------------- | --------------------------------- | ------------------ |
| Varages (siège)           | 83145      | Varageois        | 35,11            | 1 170 (2022)                      | 33                 |
| Artigues                  | 83006      | Artiguais        | 31,85            | 286 (2022)                        | 9                  |
| Barjols                   | 83012      | Barjolais        | 30,06            | 2 995 (2022)                      | 100                |
| Brue-Auriac               | 83025      | Brussois         | 36,73            | 1 456 (2022)                      | 40                 |
| Esparron                  | 83052      | Esparronnais     | 30,04            | 370 (2022)                        | 12                 |
| Fox-Amphoux               | 83060      | Foxois           | 40,76            | 501 (2022)                        | 12                 |
| Ginasservis               | 83066      | Ginasservois     | 37,47            | 2 036 (2022)                      | 54                 |
| Montmeyan                 | 83084      | Montmeyannais    | 39,43            | 595 (2022)                        | 15                 |
| Pontevès                  | 83095      | Pontois          | 41,07            | 764 (2022)                        | 19                 |
| Rians                     | 83104      | Riansais         | 96,87            | 4 245 (2022)                      | 44                 |
| Saint-Julien              | 83113      | Saint-Juliennois | 75,88            | 2 399 (2022)                      | 32                 |
| Saint-Martin-de-Pallières | 83114      | Saint-Martinais  | 26,33            | 271 (2022)                        | 10                 |
| Seillons-Source-d'Argens  | 83125      | Seillonnais      | 25,11            | 2 717 (2022)                      | 108                |
| Tavernes                  | 83135      | Tavernais        | 31,15            | 1 444 (2022)                      | 46                 |
| La Verdière               | 83146      | Verdiérois       | 68,16            | 1 674 (2022)                      | 25                 |

## Démographie
| 1968  | 1975  | 1982  | 1990   | 1999   | 2008   | 2013   | 2019   |
| ----- | ----- | ----- | ------ | ------ | ------ | ------ | ------ |
| 8 470 | 8 465 | 9 323 | 12 204 | 14 997 | 19 795 | 21 772 | 22 268 |

## Administration

### Siège
Le siège de la communauté de communes est situé avenue de la Foux à Varages.

### Conseil communautaire
Le président de la communauté de communes est Hervé Philibert, maire de Ginasservis.
Les 42 conseillers titulaires sont ainsi répartis comme suit : 
| Nombre de délégués | Communes                                           |
| ------------------ | -------------------------------------------------- |
| 7                  | Rians                                              |
| 5                  | Barjols                                            |
| 4                  | Saint-Julien-le-Montagnier                         |
| 3                  | Ginasservis, La Verdière, Seillons-Source-d'Argens |
| 2                  | Brue-Auriac, Tavernes, Varages                     |
| 1                  | Les autres communes                                |

### Élus
La communauté de communes est administrée par un conseil communautaire composé de 42 membres représentant (maires ou conseillers municipaux) chacune des communes membres de l'intercommunalité. Celui-ci élit un bureau qui comprend le président, six vice-présidents et huit autres membres. 
À l'heure actuelle, sa composition est la suivante :
|     | Attributions                                  | Identité                    | Qualité                                 |
| --- | --------------------------------------------- | --------------------------- | --------------------------------------- |
| 1er | Environnement                                 | Bernard de Boisgelin        | Maire de Saint-Martin-de-Pallières      |
| 2e  | Développement économique et agriculture       | Catherine Venturino-Gabelle | Maire de Barjols                        |
| 3e  | Aménagement territorial, urbanisme et habitat | Nicolas Bremond             | Maire de Rians                          |
| 4e  | Tourisme, vie associative et communication    | Emmanuel Hugou              | Maire de St Julien le Montagnier        |
| 5e  | Déchets                                       | André Rousselet             | Premier adjoint au maire de Brue-Auriac |
| 6e  | Action sociale, petite enfance et jeunesse    | Guy Partage                 | Maire de Varages                        |

### Liste des présidents
| Période | Période  | Identité             | Étiquette | Qualité                            |
| ------- | -------- | -------------------- | --------- | ---------------------------------- |
| 2014    | 2021     | Bernard de Boisgelin | SE        | Maire de Saint-Martin-de-Pallières |
| 2021    | En cours | Hervé Philibert      | SE        | Maire de Ginasservis               |

### Compétences
La communauté de communes exerce des compétences dans les domaines de l'aménagement de l’espace communautaire, du développement économique, de la collecte et du traitement des déchets et de l'accueil de gens du voyage. 
Par ailleurs, elle s'occupe du numérique, de l'assainissement collectif et non collectif, de la gestion des cours d'eau ou encore de la politique sportive et culturelle communautaire qui sont des compétences facultatives.
Certaines d'entre elles sont déléguées au Syndicat mixte du Pays de la Provence Verte (SMPPV) qui gère un certain nombre de projets.

### Budget et fiscalité 2021
En 2021, le budget de la communauté de commune était constitué ainsi:
- total des produits de fonctionnement : 11 299 000 € , soit 501 € par habitant ;
- total des charges de fonctionnement : 9 837 000 € , soit 436 € par habitant ;
- total des ressources d’investissement : 2 932 000 € , soit 130 €  par habitant ;
- total des emplois d’investissements : 4 350 000 €,soit 193 € par habitant ;
- endettement : 964 000 €, soit 43 € par habitant.